# بلندی‌های بوگولما-بله‌بی
بلندی‌های بوگولما-بله‌بی (انگلیسی: Bugulma-Belebey Upland) یک رشته‌کوه در استان اورنبورگ و تاتارستان کشور روسیه است.